# Chrysomallon squamiferum
De slak Chrysomallon squamiferum is een gekieuwde diepzeehuisjesslak die op 2,5 tot 3 kilometer diepte in de Indische Oceaan leeft in black smokers: hydrothermale schachten in de zeebodem.

## Naam en indeling
De wetenschappelijke naam van de soort werd voor het eerst voorgesteld door Chong Chen, Katrin Linse, Jonathan T. Copley en Alex D. Rogers in 2015. Het is de enige bekende vertegenwoordiger van het monotypische geslacht Chrysomallon.
De geslachtsnaam Chrysomallon betekent vrij vertaald uit het Grieks 'gouden haarlokken', zie het mythische wezen Chrysomallos, een ram met een gouden vacht. De soortaanduiding squamiferum betekent 'schubbendragend'.
De slak dankt zijn nominale namen aan de metaalachtige schubben/sclerieten op zijn voet, en aan zijn verblijf in black smokers: de soort wordt in het Engels aangeduid met scaly-foot gastropod of scaly-foot snail (schubvoetslak), volcano snail (vulkaanslak) en sea pangolin (zeeschubdier). Een Nederlands auteur noemt het diertje een ijzerslak, vanwege de metaalverbindingen die het produceert, voor zover bekend als enige organisme in de wereld.

## Habitat

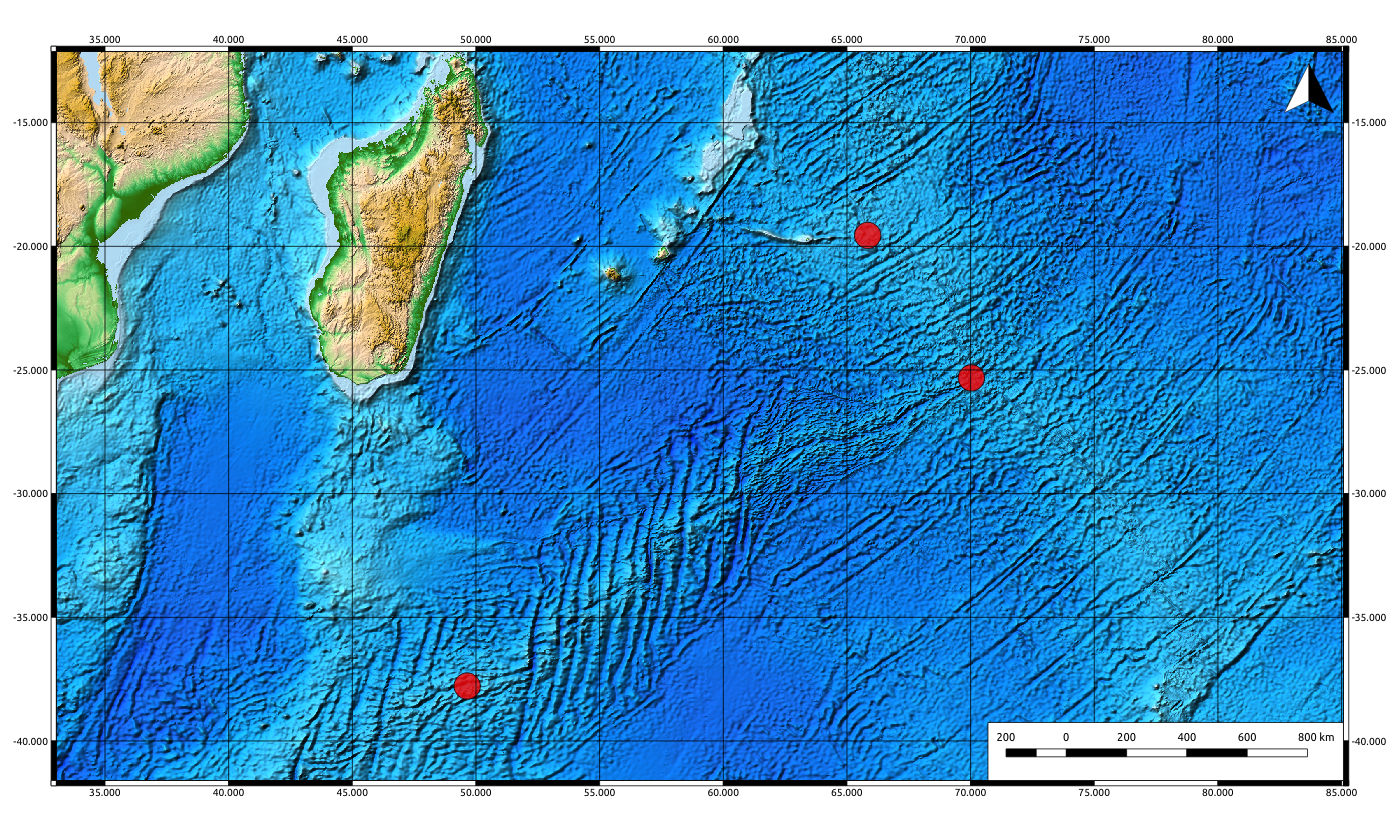
De drie locaties in de Indische Oceaan waar de schubvoetslak leeft

Chrysomallon squamiferum leeft in de Indische Oceaan op drie locaties met een totaal oppervlak van minder dan 25.000 vierkante meter onder extreme omstandigheden, op 2.5 tot 3 kilometer diepte in hydrothermale schachten bij temperaturen die tot boven de 300 graden Celsius reiken en waar giftige chemicaliën in het zeewater stromen.
Diepzeemijnbouw is een potentiële bedreiging voor de soort en daarom is de soort op de IUCN lijst van bedreigde diersoorten geplaatst.

## Werking lichaam
De levenswijze en lichaam van deze slak is geheel gericht op de ontwikkeling en onderhoud van zwavelbacterieën die in een klier in zijn slokdarm groeien, en waarmee de slak een symbiose heeft. Deze bacteriën zetten namelijk via chemosynthese de mineralen uit de schachten om in voedsel voor de slak.
De slak onttrekt met zijn relatief grote kieuwen zuurstof en mineralen aan het zeewater, en voedt deze aan de bacteriën via zijn bloedsomloop en zijn grote hart.
De bacteriën produceren zwavel als afvalproduct. Dat is als zodanig dodelijk voor de slak. Het zwavel wordt daarom via een fijn buizennetwerk onder de schubben van het dier omgezet tot greigiet en pyriet. Deze onoplosbare mineralen van ijzer(II)sulfide met een metaalachtige glans zijn voor de slak onschadelijk. Ze worden afgezet op de buitenkant van de schubben en in het huisje.
Vermoed wordt dat het zodoende ontstane voet- en huidpantser bijdraagt aan bescherming tegen predatoren als roofslakken. Het huisje is opgebouwd uit drie lagen: de buitenste laag bevat greigietdeeltjes, de middelste laag eiwitten en de binnenste laag kalkachtig materiaal. Hierdoor is de structuur van het huisje zo sterk dat het aanvallen van krabben kan weerstaan.